# STS-123
STS-123 — космический полёт MTKK «Индевор» по программе «Спейс Шаттл». Продолжение сборки Международной космической станции. Это 26-й полёт по программе МКС.

## Экипаж
- (НАСА) Доминик Гори (англ.  Dominic L. Gorie ) (4-й космический полёт) — командир экипажа
- (НАСА) Грегори Джонсон (англ.  Gregory H. Johnson ) (1) — пилот
- (НАСА) Ричард Линнехан (англ.  Richard M. Linnehan ) (4) — специалист полёта
- (НАСА) Роберт Бенкен (англ.  Robert L. Behnken ) (1) — специалист полёта
- (НАСА) Майкл Форман (англ.  Michael J. Foreman ) (1) — специалист полёта
- (JAXA) Такао Дои (англ.  Takao Doi) (2), (Япония) — специалист полёта

В экипаже «Индевора» — три новичка космических полётов: Грегори Джонсон, Роберт Бенкен и Майкл Фореман.
Старт с членом экипажа МКС-16:
- (НАСА) Гаррет Райзман (англ. Garrett Reisman) (1) — бортинженер

Посадка с членом экипажа МКС-16:
- (ЕКА) Леопольд Эйартц (англ. Léopold Eyharts) (2) — бортинженер

## Параметры полёта
- Вес:
  - Вес при старте: 122364 кг
  - Вес при приземлении: 94158 кг
- Перигей: 336 км
- Апогей: 346 км
- наклонение: 51,6°
- Период обращения: 91,6 мин
- Высота орбиты: 225 км (122 мили)

## Цель
Доставка на орбиту первой части японского исследовательского модуля «Кибо» — «экспериментального грузового отсека» (ELM-PS) и канадского манипулятора специального назначения «Декстр».

## Подготовка к полёту
29 января 2007 года НАСА назвала состав экипажа для миссии STS-123. Командиром экипажа назначен Доминик Гори, пилотом — Грегори Джонсон, специалисты полёта: Ричард Линнехан, Роберт Бенкен, Майкл Фореман. Японский астронавт Токая Дои был назначен в экипаж ранее. Это связано с там, что «Индевор» доставит на МКС первую часть японского модуля «Кибо». Майкл Фореман был выведен из экипажа миссии STS-120, там его заменила Стефани Уилсон. Кроме назначенных членов экипажа, на замену одного из членов долговременного экипажа МКС, на «Индеворе» отправился в космос ещё один астронавт (ЕКА) Гаррет Рейсман, который остался на МКС. Вместо него на Землю вернулся Леопольд Эйартц.

## Описание полёта
13 марта 2008 года в 06:50 минут московского времени (03:50 GMT) была осуществлена стыковка «Индевора» с Международной космической станцией. Корабль пристыковался к герметичному адаптеру PMA-2 на модуле «Хармони».
Перед стыковкой «Индевор» на расстоянии около двухсот метров от станции совершил разворот на 360 градусов, во время которого экипаж МКС сделал снимки наружной поверхности корабля.
На МКС астронавтов встретили Пегги Уитсон, Юрий Маленченко и Леопольд Эйартц, которые работают на орбите по программе шестнадцатой основной экспедиции.
В 4 часа 18 минут по Москве (01:18 GMT) 14 марта Ричард Линнехан и Гаррет Рейзман осуществили первый выход в открытое космическое пространство. В ходе работы за бортом станции астронавты подготовили модуль «Кибо» к извлечению из грузового отсека «Индевора» и установке его с помощью манипулятора корабля на модуль «Хармони», выполнили первый этап сборки робота-манипулятора «Декстр». Длительность работы в открытом космосе составила 7 часов 01 минуту. Третий выход в открытый космос начался 18 марта в 1 час 51 минуту московского времени (22:51 GMT 17 марта) и продолжался 6 часов 53 минуты. В течение этого периода астронавты смонтировали на модуле «Дестини» специальную платформу и на неё установили робот-манипулятор «Декстр».
27 марта 2008 года «Индевор» успешно приземлился на мысе Канаверал. «Индевор», начавший сход с орбиты в 23:33 среды по Гринвичу (02:33 четверга по Москве), приземлился в 00:39 по Гринвичу (03:39 по Москве). Из-за неблагоприятных погодных условий посадка шаттла была отложена на полтора часа. NASA крайне редко проводит посадки шаттла в тёмное время суток. Однако завершившаяся миссия «Индевора» стала исключением из этого правила, стартовал шаттл также в темноте — ранним утром 11 марта. Миссия «Индевора» стала одной из самых длинных в истории шаттлов, астронавты провели на орбите 16 дней, совершив пять выходов в открытый космос.